# 関東大学女子軟式野球連盟
関東大学女子軟式野球連盟（かんとうだいがくじょしなんしきやきゅうれんめい）とは、関東地域に所在の大学に所属する女子軟式野球部で構成された大学野球リーグである。

## 沿革
- 1987年　関東大学女子軟式野球連盟が発足
- 1991年　春季に大学・短大別のブロック制に移行
- 1992年　秋季に1部・2部制に移行
- 1994年　春季に東日本大学女子軟式野球連盟に改称
- 1994年　秋季に1部・2部・3部制に移行
- 1995年　春季に地域別ブロック制に移行
- 1995年　秋季に再び1部・2部・3部制に移行
- 1996年　春季に東関東大学女子軟式野球連盟と関東六大学女子軟式野球連盟に分割
- 1998年　秋季に東関東大学女子軟式野球連盟を関東大学女子軟式野球連盟に改称

## 運営方法

### 構成
1部6校、2部5校

### 対戦方法
一回戦総当たり戦

### 順位決定方法
勝率（勝ち数）の一番多いチーム

## 加盟大学
- 上智大学
- 跡見学園女子大学
- 千葉商科大学
- 東京農業大学
- 早稲田大学
- 立正大学
- 慶應義塾大学
- 日本大学
- 東京海洋大学
- 多摩美術大学
- 武蔵野美術大学